# Ranisstorum
Ranisstorum este numele unei fortificații romane situate la est de  Sarmizegetusa, fosta capitală a Daciei. Locația exactă a acestei fortificații nu este cunoscută, dar este posibil ca aceasta să fi fost prezentă în locul numit „Sub Cununi”, în apropiere de Grădiștea de Munte.
În anul 106, în timpul războiului daco-roman, Tiberius Claudius Maximus a condus o subunitate de cercetași, care a primit ordinul să-l prindă pe regele dac fugar, Decebal. Înainte ca romanii să-l poată captura, Decebal s-a sinucis, tăindu-și gâtul cu „sica”, sabia curbată dacică. Momentul a fost ilustrat pe Columna lui Traian. Totuși Maximus a pretins, așa cum stă scris pe stela sa funerară descoperită la Philippi, Grecia, că a reușit să-l captureze pe Decebal mai înainte ca acesta să moară. Maximus i-a tăiat capul și mâna dreaptă regelui dac și le-a prezentat împăratului Traian, aflat la Ranisstorum. Traian l-a decorat pe Maximus, oferindu-i a doua medalie a vieții sale. (prima medalie a primit-o de la Domitian în 87).